# 森本稀哲
森本 稀哲（もりもと ひちょり、1981年1月31日 - ）は、東京都荒川区出身の元プロ野球選手（外野手・内野手、右投右打）、コーチ、野球解説者、野球評論家、タレント、YouTuber。
1998年度ドラフト会議にて日本ハムファイターズから4位指名を受けて入団。2006年から2008年にかけて3年連続でゴールデングラブ賞を受賞、2007年にはベストナインにも選ばれた。2011年には横浜ベイスターズへ、2014年には埼玉西武ライオンズへ移籍し、ライオンズ在籍中の2015年に現役を引退。2023年から北海道日本ハムファイターズの一軍外野守備走塁コーチを務める。

## 経歴

### プロ入り前
小学生の時、汎発性円形脱毛症にかかり、髪の毛が抜けてしまう。そんな折、小学校の友人から野球に誘われ、サッカーと並行して野球を始める。野球にそれほど興味がなかったものの、所属していたサッカーチームには学校の友達がおらず疎外感を感じていた、帽子を被ってプレーする野球では頭髪を気にせず競技に打ち込めるなどの理由から、次第に野球に打ち込むようになる。Jリーグの発足とそれに伴う報道過熱で、有力野球チームに加入するか、一度諦めていたサッカーに復帰するか迷ったが、父が読売ヴェルディのテストを手配。ここで「まったく歯が立たなかった」「自分はこんなにも下手だったのかとすぐに自覚できるような状態」だったこともあり、中学以降は野球に専念するようになる。
帝京高校では3年生の時に主将、遊撃手として第80回全国高等学校野球選手権大会に出場。3回戦の浜田高校戦で、8回表に和田毅からバックスクリーンへの同点本塁打を放つも敗退。高校通算34本塁打。ちなみに後にフジテレビアナウンサーとなる田淵裕章がいる高校とも試合をした経験があり、田淵の打った球をファインプレーで取ったことから、田淵はレベルの違いを痛感して期待していたプロ入りを諦めたという。
1998年度のドラフト会議にて、日本ハムファイターズから4位指名を受けて入団。

### 日本ハム時代
1999年は一軍昇格がなく、2年目の2000年にレギュラーシーズン初出場を果たし初本塁打を記録。主に守備・代走要員で起用される。
2003年、監督に就任したトレイ・ヒルマンに「バーニー・ウィリアムスの再来」と評され、1番・中堅手で初めて開幕スタメン起用される。4月だけで4本塁打を打つが、その後は打撃が伸び悩み、阪神タイガースから移籍してきた坪井智哉にポジションを奪われ、守備・代走要員にとどまった。2005年には打撃が向上し、初の100試合出場で打率.264、7本塁打を記録した。
2006年は開幕スタメンの坪井の離脱などもあり4月下旬頃から1番・左翼手に定着し、自身初の規定打席に到達し、本塁打・打率ともに自身過去最高を記録。パシフィック・リーグ最多得点を記録し、ゴールデングラブ賞を初受賞した。7月、オールスターゲームに初出場して第2戦で本盗に成功した（2004年の同僚・新庄剛志以来史上3人目）。10月、日本シリーズに初出場して当シリーズ最高打率を記録し、優秀選手賞を受賞した。
2007年、前年限りで引退した新庄の意向で同選手が着用していた背番号1を継承し、主に新庄が就いていた中堅手に定着。シーズン終盤まで片岡易之（西武ライオンズ）と盗塁王のタイトルを争うなど（結果は片岡が獲得）、不動の1番打者として全イニング出場を果たし、2年連続のリーグ最多得点と初の打率3割を記録。24試合連続安打はリーグ歴代6位タイ、球団では大下弘と並び最多タイ記録。右打者であるが、内野安打の数も稲葉篤紀に次ぐリーグ2位を記録。最多得票でゴールデングラブ賞と、初のベストナインを受賞。補殺数は両リーグ1位の15個を記録した。だがこの華々しい結果により、シーズンオフには達成感で燃え尽きてしまったと本人は語っている。
2008年5月25日の読売ジャイアンツ戦で、西村健太朗から死球を受けて左手小指を骨折（全治5週間）。2006年から続いていた全イニング出場も途絶えた。後半戦はケガの影響から不振に喘ぎ、自身最低の打撃成績となった。3年連続となるゴールデングラブ賞を受賞。なお、この年の5月ごろに新庄の経営でアスリートのマネジメント等を業務とする株式会社レハサフとマネジメント契約を締結し、一定期間契約していた。2007年シーズンに燃え尽き症候群に陥った森本にとって、左手骨折による戦線離脱は「シーズン中なのに休めてラッキー」と認識するような出来事であったため、この気の緩みが尾を引いて残りのシーズンで打撃不調に陥ったと本人は後に分析している。
2009年は糸井嘉男に中堅手を奪われ、左翼手としての出場が多くなり、スタメン落ちも増え出場機会が激減。同年5月、出場登録日数が8年に達し、国内移籍が可能となるFA権を取得。オールスター戦明けには出場機会も増えていたが、8月6日の西武戦でジョン・ワズディンから死球を受け、左手小指を骨折。107試合に出場したが規定打席に到達せず、打率も.247に終わった。田中賢介が1番に定着して2番に回り、リーグ最多の43犠打を記録し、成功率10割を誇ったが、巨人と対戦した日本シリーズでは何度もバント失敗を繰り返し、2併殺と不振だった。この年はFA権を行使せず残留し、記者会見で「どんな条件を出されても残留するつもりだった。他チームでプレーする理由がまったくない」と語った。
2010年7月14日の西武戦の初回、犠打を試みた際に野上亮磨から死球を受け退場。右手薬指を骨折し、翌日に登録を抹消された。これで3年続けて死球により骨折したが、それでも2年連続リーグ最多の55犠打を記録し、打率も.272と持ち直した。

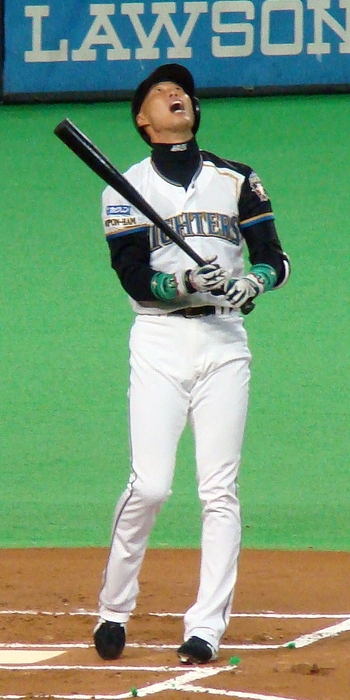
日本ハム時代（2009年、札幌ドームにて）

同年オフにFA権を行使し、横浜ベイスターズへ移籍。

### 横浜・DeNA時代
12月11日に正式契約。同日に横浜中華街の媽祖廟で入団会見が行われた。背番号は5に決定。
2011年、6番・中堅手で開幕スタメン出場。5月1日に扁桃腺炎のため登録を抹消された。その後復帰したが、7月6日の広島東洋カープ戦で自打球を当て左足を負傷。左足脛骨近位骨挫傷と診断され8日に再び登録を抹消され、一軍復帰は10月となった。復帰後も若手主体で起用する監督の方針もありスタメン出場は限られ、成績面でも結果を残せなかった。
2012年、2年連続で開幕スタメンとなるが、アレックス・ラミレスの加入、荒波翔の台頭もあり、5月以降はスタメン機会が減少。代打、代走、守備固めでの途中起用が多くなった。最終的には108試合に出場し、スーパーサブとしてチームを支えた。9月に左手有鈎骨を骨折し、28日に登録抹消されシーズンを終える。
2013年はシーズンのほとんどが二軍でのプレーとなり、10月4日に球団から戦力外通告を受けた。シーズン最終戦の10月8日の対阪神タイガース戦（横浜スタジアム）で2番・右翼手で先発出場し、2打数無安打で4回の守備から退いた。

### 西武時代
その後埼玉西武ライオンズの秋季キャンプにテスト生として参加し、2013年11月19日に同球団への入団内定が発表され、12月4日に正式に契約したことが発表された。背番号は0。この背番号には「0からのスタートで頑張れ」という球団からの思いが込められていた。
かつて1億円プレイヤーであった森本がプライドをかなぐり捨ててテスト生となったのは、「まだまだ野球がしたい」と願った上での選択であった。入団後は練習も真面目に行い、派手な私生活も見直し、パフォーマンスも封印して控え選手として陰ながら西武を支えた。
2014年、開幕一軍入りし、3月29日の東北楽天ゴールデンイーグルス戦で移籍後初出場。開幕前の秋季キャンプで一塁手の練習をしており、実際4月12日の対日本ハム戦で一塁手として出場した。一軍の試合で一塁の守備に就いたのはプロ初である。最終的に、一塁手としての出場機会が外野手としてのそれを上回った。同年は99試合に出場し、打率は.252と一定の成績は残した。
2015年も開幕一軍入りは果たしたが11試合で11打数無安打と結果を残せず二軍落ちとなり、このシーズンを限りに現役引退を決断、9月21日に会見を行った。
9月27日に引退試合（対楽天、西武プリンスドーム）が行われ、チームがCS出場争いの最中だったため8回表の守備から守備固めとして7番・右翼手として途中出場する。3-1と西武がリードしていたため最後の攻撃となる可能性が高かった8回裏は1番打者から始まり、7番の森本まで回るには4人が出塁しなければならなかったが、ベンチで起こった「ひちょりさんに回せ」の合言葉のもと打線が繋がり、二死で打席が回る。涙を流しながら入った現役最終打席は三塁ゴロであった。セレモニーで流されたビデオメッセージには同僚に加え、日本ハム時代の元同僚・新庄剛志、稲葉篤紀もコメントを寄せており、その後グラウンドへ現れた稲葉からも花束を贈られる。スピーチでは打席を回してくれたチームメイトへ涙ながらに感謝の意を表す。11月27日付で、日本野球機構（NPB）から任意引退選手として公示された。

### 現役引退後
経営学を学ぶ目的で、引退以降の活動のマネジメント契約先は、経営コンサルティング会社のCK PLAT（日本経営教育研究所）となった。2016年1月からは、日本ハム時代のチームメイト・金村曉の後任扱いで、『みんなのテレビ』（北海道文化放送）の月曜コメンテーターとなった。さらに同年のプロ野球シーズンからは、同局に加えて札幌テレビ・STVラジオ・北海道テレビ放送・北海道放送・CBCラジオ・テレビ東京（BSジャパン）・テレビ北海道・TVQ九州放送・tvk・テレ玉・文化放送（ゲスト）・GAORA・スポナビライブ（DeNA戦）の野球解説者としての活動も始めた。2021年からはNHK札幌（本数契約）の野球解説者としても活動する。
また2016年の学生野球資格回復研修を受講した上で、翌2017年2月7日に日本学生野球協会より学生野球資格回復の適性認定を受けたことにより、学生野球選手への指導が可能となった。
2019年9月に自身初の冠番組『ひちょりのWA!!』（STVラジオ）のパーソナリティ就任が発表された。また、同月にはYouTubeチャンネル「ひちょりズム」を開設し、YouTuber活動もスタートしている。
2023年から北海道日本ハムファイターズの一軍外野守備走塁コーチを務める。

## 人物

### 人物像
在日韓国人の父（その両親は共に韓国出身）を持ち、出生当時は韓国籍であった。
「ひちょり」という名前は、「稀哲」の韓国語での発音「ヒチョル」（희철）から取って父が命名した。プロ入り当時、一部の選手名鑑には「ひちょり」でなく「ひろより」「ひちより」と誤った振り仮名を振っているものや、「稀哲」を「秘哲」と誤植しているものがあった。
韓国学校に1年通ったのちに一般の小学校へ転校したり、父方の苗字である「李」を名乗ったりと、教育方針を巡っては両親はじめ家族の様々な葛藤があったという。森本自身はプロ入り後の2007年11月に日本へ帰化しているが、翌2008年よりアンダーシャツに「희철」の刺繍を入れるなど、帰化後もルーツを大切にする発言・行動をしている。
小学1年生の頃、汎発性円形脱毛症を発症する。これは髪の毛などの体毛全てが、突然抜け落ちて生えなくなってしまう病気であり、一時は人目を避けるようになり、自分の容姿に思い悩む時期もあった。現在はほぼ克服しているが、「当時の苦労を忘れないように」「自分が活躍することで、同じ病気で苦しむ人に自信を持ってもらいたい」との思いから、現在もスキンヘッドを貫いている。
先述の通り、小学4年生の時にサッカーから野球に転向するも、サッカーファンであった父の希望により、ヴェルディのテストを受験するまではサッカーと野球の二足のわらじを履き、中学校ではサッカー部に入部。野球は隣の区の軟式チーム・シールズ倶楽部で続けていた。その他にも習字やそろばん、水泳、テコンドーを幼少期から習っていた。中学1年生の時にテコンドーで全国大会優勝。
自身のイメージカラーを日本ハム時代は緑、横浜への移籍後は黄に定め、リストバンド等の色に用いている。横浜移籍時に黄へ変更した理由は、「チームの青いユニフォームに映える色にしたかったから」という。
鯖（特に塩焼き）が嫌い。これは高校時代、監督から「もっと体力をつけろ」と食事を増やされ、食べ過ぎによる嘔吐を起こした時の食べ物が鯖の塩焼きだったというトラウマによるもの。
元々は明るい性格ではなかったが、プロ入り後は人一倍元気を出すことによって周りのテンションを上げるムードメーカー的な存在となり、同僚から慕われていた。不振がちであった横浜・DeNA時代に共に過ごした三浦大輔も「どんなに打てなくてもベンチで凄い盛り上げてくれていた」「試合に出てなくてもベンチで声を出して盛り上げて、常にロッカーでも明るくしていた」と振り返っている。

#### 対人関係
日本ハム時代の先輩・新庄剛志と師弟関係を築いている。2004年に新庄の日本ハム入団が決まった頃、森本はコーチの指導にもあまり耳を傾けておらず伸び悩んでいた。森本は当時同ポジションのスター選手が入団することに対し「なんで新庄来るんだよ」と思っていたが、新庄から打撃や守備を毎日根気強く教わり、「初めて自分のためを思って言ってくれている」と感じて慕いだしたと語る。新庄は日本ハム時代の3年間を札幌市内のホテルのスイートルームで暮らしていたが、森本もそこに同居しているに近い状態であった。新庄の現役最終出場となる2006年の日本シリーズ第5戦で日本一を決めるレフトフライのウイニングボールを掴んだ森本は、マウンド方向へではなく打球を追ってきている中堅手・新庄の方へ向かい走り出し、両者は左中間で抱擁しあった。その試合後に新庄は「背番号1をひちょりにつけてもらいたい」と発言し、翌年より「1」を受け継いだ。
2007年以降、唯一自分が素直に話を聞いていた新庄がいなくなり、さらに私生活・パフォーマンス面においても新庄のような派手な振る舞いを真似ていたため、このような気の緩みがプロ野球選手時代後半のキャリアの失速に繋がったと後に振り返っている。
帝京高校野球部の先輩であるとんねるず・石橋貴明と交遊があり、正月特番『夢対決!とんねるずのスポーツ王は俺だ!スペシャル』（テレビ朝日系）に「チーム石橋」の一員として2007年、2009年 - 2011年と続けて出演している。2007年はチームパラダイス（新庄、森本、川﨑宗則）として石橋と対戦し、2009年からは石橋とチームを組んでいた。2012年は前年の本業の打率が.187と不調であったためチーム石橋を戦力外通告されていたが、2014年には「チーム帝京高校」として出演している。
横浜DeNAベイスターズの山﨑康晃は、幼少時代に知人を通じて森本と知り合いとなったことをきっかけに野球を始め、後に森本と同じ帝京高校に入学した。山﨑のプロ入り後も在籍時代は被らないものの、ベイスターズの先輩・後輩となったことから交遊が続いている。

#### プライベート
実家は東京都荒川区西日暮里に存在していた焼肉店「絵理花」。日本ハム時代の応援歌の前奏に当初同店の説明のような歌詞があったため、森本は「野球とは関係ない」と自ら応援団に抗議し、変更を希望。別の歌詞に差し替えられた。「絵理花」はファイターズファンのみならず、広く野球ファンの集まる人気店であったが、建物の老朽化と両親の体調の悪化に伴い2013年10月限りで閉店している。西武時代も応援団が森本に対し、TV番組「徹子の部屋」のテーマソングの替え歌を応援歌にしたところ、試合で聞いた森本から「もっとかっこいい曲にして欲しい」と注文が入り、別の曲に差し替えられている。
2012年3月8日にモデルの悠美と結婚。2014年7月26日に第1子となる女児が誕生。第2子は男児で、長女と2歳違いとのこと。

### ファンサービス
日本ハムでは広瀬哲朗から始まり今や伝統的となった選手によるパフォーマンスは、その後は岩本勉に受け継がれ、その後2004年に日本ハムに移籍した新庄剛志が「新庄劇場」としてさらにそれを発展させて継承し、新庄の引退後は森本が受け継いだ。
森本も過去の3選手の例と同様に、球場で観戦するファンへのサービスの一環として、それに協力する他の選手も交えて様々なパフォーマンスを披露している。また、2シーズン以上を通じて新庄が本塁打時の談話にて独特の打法名を付けていたのを倣い「 - ホームラン！」、適時打の場合は「 - ヒッツ！」と付けている。これらのパフォーマンスは劇団ひとりになぞらえ「劇団ひちょり」と呼ばれることもあった。
2004年
- 9月20日：この年起こったプロ野球再編問題から発展した日本初のプロ野球ストライキ明けの初戦となったこの試合前練習に新庄剛志、島田一輝、石本努、坪井智哉とともに『秘密戦隊ゴレンジャー』のかぶりもの（仮面）を被って参加。[52]

2005年
- 9月19日：試合前練習に新庄剛志、稲葉篤紀、小谷野栄一、石本努とともに同じデザインのかぶりもの（新庄の顔を模った仮面で「SHINJO5」と命名）を被り、ユニフォームも全員で「背番号：1、背ネーム：SHINJO」のものを着用して参加。[48]

2006年
- 7月2日：試合後のヒーローインタビューで、尾崎豊『きっと忘れない』を熱唱した（前年のファン感謝イベントでの公約による）。[53]
- 7月21日：オールスターゲーム第1戦の試合前イベントに、漫画『ドラゴンボール』に登場するピッコロの姿で登場[注 3][40][54]。23日の第2戦試合前イベントには、リングドーナツ型のカツラを装着し、差し歯を抜いて登場した[55][54]。オールスターで対戦した上原浩治は、森本の仮装について「こんな奴には打たれたくなかった!」と当時憤慨していたと、引退後に語っている[56]。
- 8月13日：試合前のスターティングメンバー紹介時に自身だけ「ラリージャパン」の幟をつけた自転車で入場。[注 4]
- 10月26日：日本シリーズ優勝決定後のビールかけの場にスピードスケート選手の衣装で登場。[55][57]

2007年
- 6月2日：試合前練習に竹馬とズボンを履いて登場。身長3mの「ひちょ・マックス」（ジャンボマックスにちなむ）姿で守備練習を行った。
- 7月20日：オールスターゲーム第1戦の試合前イベントに、帽子から「伸びた頭」を付けて登場[注 5][54]。21日の第2戦試合前イベントには、タイのムエタイ風の姿（上半身裸に緑のトランクス）で登場した[54][57]。
- 11月25日：この日札幌ドームにて行われたファンフェスティバルでのキックベース対決において、同じく札幌ドームに本拠地を構えるコンサドーレ札幌のユニフォームを着て登場。背番号は「8」で、これは親交の深い砂川誠（当時コンサドーレ札幌所属）から借り受けたものであった。
- 12月10日：ゴールデングラブ賞表彰式会場に、マイケル・ジャクソンの様なメイクと上下赤のレザーファッションで登場。[58][57]

2008年
- 2月14日：沖縄キャンプでの紅白戦初打席の登場曲に国生さゆりの『バレンタイン・キッス』を選曲、口には口紅で大きなハートマークを書いて登場。北海道文化放送で前年末に放送された番組での公約を守るためだったが、相手投手の藤井秀悟に試合終了後、謝罪した。
- 5月18日：始球式投手を務めた引退している新庄剛志と1打席の真剣勝負を行った。結果は5球目の140km/h超の速球で内野ゴロに打ち取られた。[59]
- 7月22日：「WE LOVE HOKKAIDO シリーズ 2008」で「ひちょりイリュージョン」と称し、バックスクリーン横の地上17メートルからワイヤーに吊られて登場。
- 8月1日：オールスターゲーム第2戦の試合前イベントに、ユニフォームを上下逆さまに着て尻に人形の頭をつけ、一見すると逆立ちしているような姿で登場。その格好のまま堀内恒夫と山本浩二の野球殿堂入り表彰式に臨んだため、一部批判を受けた。

2010年
- 12月11日：横浜中華街の媽祖廟で行った横浜ベイスターズへの入団会見で、漫画『キン肉マン』に登場するラーメンマンのコスプレで登場した。[8][57]

2012年
- 6月9日：交流戦・古巣日本ハムとの試合の降雨中断時に、日本ハムの小谷野栄一と乱闘のパフォーマンスで観衆を楽しませた。[60]

2018年
- 6月10日：引退後の交流戦・DeNA対日本ハムの古巣同士の試合で、始球式投手を務めた樽美酒研二と1打席の真剣勝負を行った。服装はDeNAのユニフォームで、顔には樽美酒と揃いの白塗りメイクを施していた。対戦途中の投球は127km/hを記録し、最終的に外野まで打ち返した。[61]

## 選手としての特徴
外野守備では日本ハム時代に左翼手として、中堅・SHINJO、右翼・稲葉篤紀との外野陣を2005年に10数試合、SHINJOの現役最終2006年には1年を通して形成し、3人揃って2006年度ゴールデングラブ賞を受賞した（同一チーム選手での同賞の外野手部門独占は1978年・阪急ブレーブス以来、史上2回目）。中堅のSHINJOとは「左中間への深い打球を捕球→体勢が悪い時は相手にトス→トスを受けた方が補殺を狙う」という連携を時折行ったが、肩は強くなかったと自認している。
上原浩治の公式YouTubeチャンネルに2021年7月に公開された動画で森本稀哲は、松坂世代の中で一番強い中堅手として「僕よりセンター上手い人いないでしょう」と自身の名を挙げた。

## 詳細情報

### 年度別打撃成績
| 年 度      | 球 団      | 試 合 | 打 席 | 打 数 | 得 点 | 安 打 | 二 塁 打 | 三 塁 打 | 本 塁 打 | 塁 打 | 打 点 | 盗 塁 | 盗 塁 死 | 犠 打 | 犠 飛 | 四 球 | 敬 遠 | 死 球 | 三 振 | 併 殺 打 | 打 率 | 出 塁 率 | 長 打 率 | O P S |
| ---------- | ---------- | ----- | ----- | ----- | ----- | ----- | -------- | -------- | -------- | ----- | ----- | ----- | -------- | ----- | ----- | ----- | ----- | ----- | ----- | -------- | ----- | -------- | -------- | ----- |
| 2000       | 日本ハム   | 7     | 16    | 13    | 2     | 2     | 0        | 0        | 1        | 5     | 3     | 0     | 1        | 0     | 0     | 3     | 0     | 0     | 5     | 0        | .154  | .313     | .385     | .697  |
| 2001       | 日本ハム   | 65    | 148   | 133   | 16    | 33    | 4        | 2        | 1        | 44    | 9     | 11    | 2        | 3     | 1     | 9     | 0     | 2     | 35    | 2        | .248  | .303     | .331     | .634  |
| 2002       | 日本ハム   | 66    | 66    | 60    | 6     | 10    | 3        | 0        | 1        | 16    | 5     | 5     | 1        | 1     | 1     | 1     | 0     | 3     | 16    | 0        | .167  | .215     | .267     | .482  |
| 2003       | 日本ハム   | 61    | 151   | 133   | 21    | 26    | 2        | 1        | 4        | 42    | 16    | 3     | 2        | 3     | 0     | 14    | 0     | 1     | 48    | 2        | .195  | .277     | .316     | .593  |
| 2004       | 日本ハム   | 78    | 71    | 58    | 19    | 11    | 3        | 0        | 0        | 14    | 3     | 1     | 2        | 0     | 0     | 12    | 0     | 1     | 24    | 3        | .190  | .338     | .241     | .579  |
| 2005       | 日本ハム   | 103   | 325   | 295   | 48    | 78    | 10       | 3        | 7        | 115   | 25    | 9     | 2        | 5     | 1     | 22    | 1     | 2     | 82    | 3        | .264  | .319     | .390     | .709  |
| 2006       | 日本ハム   | 134   | 595   | 520   | 84    | 148   | 28       | 6        | 9        | 215   | 42    | 13    | 9        | 21    | 5     | 46    | 1     | 3     | 103   | 4        | .285  | .343     | .413     | .757  |
| 2007       | 日本ハム   | 144   | 660   | 584   | 91    | 175   | 27       | 3        | 3        | 217   | 44    | 31    | 3        | 17    | 6     | 47    | 1     | 6     | 111   | 6        | .300  | .355     | .372     | .726  |
| 2008       | 日本ハム   | 121   | 549   | 478   | 66    | 121   | 15       | 1        | 0        | 138   | 21    | 12    | 7        | 17    | 1     | 49    | 1     | 4     | 81    | 5        | .253  | .327     | .289     | .616  |
| 2009       | 日本ハム   | 107   | 404   | 316   | 50    | 78    | 14       | 4        | 1        | 103   | 29    | 9     | 2        | 43    | 0     | 43    | 0     | 2     | 52    | 2        | .247  | .341     | .326     | .667  |
| 2010       | 日本ハム   | 115   | 505   | 408   | 65    | 111   | 11       | 3        | 2        | 134   | 30    | 10    | 3        | 55    | 1     | 36    | 0     | 5     | 71    | 12       | .272  | .338     | .328     | .666  |
| 2011       | 横浜 DeNA  | 48    | 153   | 134   | 13    | 25    | 3        | 1        | 1        | 33    | 9     | 0     | 1        | 9     | 1     | 8     | 0     | 1     | 42    | 4        | .187  | .236     | .246     | .482  |
| 2012       | 横浜 DeNA  | 108   | 230   | 201   | 20    | 49    | 5        | 1        | 3        | 65    | 18    | 0     | 2        | 4     | 1     | 20    | 0     | 3     | 44    | 6        | .244  | .320     | .323     | .643  |
| 2013       | 横浜 DeNA  | 4     | 5     | 5     | 1     | 0     | 0        | 0        | 0        | 0     | 0     | 0     | 0        | 0     | 0     | 0     | 0     | 0     | 1     | 1        | .000  | .000     | .000     | .000  |
| 2014       | 西武       | 99    | 173   | 147   | 19    | 37    | 8        | 3        | 0        | 51    | 13    | 2     | 2        | 9     | 0     | 16    | 0     | 1     | 42    | 0        | .252  | .329     | .347     | .676  |
| 2015       | 西武       | 12    | 15    | 12    | 0     | 0     | 0        | 0        | 0        | 0     | 0     | 0     | 0        | 1     | 0     | 2     | 0     | 0     | 3     | 0        | .000  | .143     | .000     | .143  |
| 通算：16年 | 通算：16年 | 1272  | 4066  | 3497  | 521   | 904   | 133      | 28       | 33       | 1192  | 267   | 106   | 39       | 188   | 18    | 328   | 4     | 34    | 760   | 50       | .259  | .327     | .341     | .669  |

- 各年度の太字はリーグ最高
- 横浜（横浜ベイスターズ）は、2012年からDeNA（横浜DeNAベイスターズ）へ球団名変更

### 年度別守備成績
| 年 度 | 球 団     | 一塁  | 一塁  | 一塁  | 一塁  | 一塁  | 一塁     | 外野  | 外野  | 外野  | 外野  | 外野  | 外野     |
| 年 度 | 球 団     | 試 合 | 刺 殺 | 補 殺 | 失 策 | 併 殺 | 守 備 率 | 試 合 | 刺 殺 | 補 殺 | 失 策 | 併 殺 | 守 備 率 |
| ----- | --------- | ----- | ----- | ----- | ----- | ----- | -------- | ----- | ----- | ----- | ----- | ----- | -------- |
| 2000  | 日本ハム  | -     | -     | -     | -     | -     | -        | 6     | 8     | 0     | 0     | 0     | 1.000    |
| 2001  | 日本ハム  | -     | -     | -     | -     | -     | -        |       |       |       |       |       |          |
| 2002  | 日本ハム  | -     | -     | -     | -     | -     | -        |       |       |       |       |       |          |
| 2003  | 日本ハム  | -     | -     | -     | -     | -     | -        |       |       |       |       |       |          |
| 2004  | 日本ハム  | -     | -     | -     | -     | -     | -        | 67    | 40    | 0     | 0     | 0     | 1.000    |
| 2005  | 日本ハム  | -     | -     | -     | -     | -     | -        | 97    | 179   | 6     | 1     | 1     | .995     |
| 2006  | 日本ハム  | -     | -     | -     | -     | -     | -        | 134   | 251   | 9     | 1     | 2     | .996     |
| 2007  | 日本ハム  | -     | -     | -     | -     | -     | -        | 143   | 342   | 15    | 2     | 3     | .994     |
| 2008  | 日本ハム  | -     | -     | -     | -     | -     | -        | 121   | 258   | 4     | 3     | 0     | .989     |
| 2009  | 日本ハム  | -     | -     | -     | -     | -     | -        | 106   | 187   | 6     | 2     | 1     | .990     |
| 2010  | 日本ハム  | -     | -     | -     | -     | -     | -        | 114   | 184   | 11    | 2     | 1     | .990     |
| 2011  | 横浜 DeNA | -     | -     | -     | -     | -     | -        | 40    | 85    | 1     | 0     | 0     | 1.000    |
| 2012  | 横浜 DeNA | -     | -     | -     | -     | -     | -        | 90    | 117   | 4     | 3     | 1     | .976     |
| 2013  | 横浜 DeNA | -     | -     | -     | -     | -     | -        | 3     | 1     | 0     | 0     | 0     | 1.000    |
| 2014  | 西武      | 49    | 223   | 9     | 1     | 18    | .996     | 35    | 35    | 1     | 0     | 0     | 1.000    |
| 2015  | 西武      | 1     | 2     | 0     | 0     | 0     | 1.000    | 10    | 6     | 0     | 0     | 0     | 1.000    |
| 通算  | 通算      | 50    | 225   | 9     | 1     | 18    | .996     | 1144  | 1893  | 64    | 18    | 9     | .991     |

- 太字年はゴールデングラブ賞受賞年
- 各年度の太字はリーグ外野手最高
- 横浜（横浜ベイスターズ）は、2012年にDeNA（横浜DeNAベイスターズ）に球団名変更

### 表彰
- ベストナイン：1回 （外野手部門：2007年）
- ゴールデングラブ賞：3回 （外野手部門：2006年 - 2008年）
- JA全農Go・Go賞：2回 （強肩賞：2007年9月、2010年9月）
- 札幌ドームMVP：1回 （野球部門：2006年）
- 日本シリーズ優秀選手賞：1回 （2006年）
- オールスターゲーム優秀選手賞：2回 （2006年第2戦、2007年第2戦）
- オールスターゲーム新人賞 （2006年）

### 記録
初記録
- 初出場：2000年8月2日、対西武ライオンズ19回戦（西武ドーム）、10回表に上田佳範の代打で出場
- 初打席：同上、10回表に森慎二の前に三振
- 初先発出場：2000年8月10日、対大阪近鉄バファローズ21回戦（大阪ドーム）、1番・左翼手で先発出場
- 初安打：同上、3回表にナルシソ・エルビラから右前安打
- 初本塁打・初打点：同上、9回表に宇高伸次から左越3ラン
- 初盗塁：2001年7月18日、対西武ライオンズ18回戦（東京ドーム）、2回裏に二盗（投手：松坂大輔、捕手：伊東勤）

節目の記録
- 1000試合出場：2010年9月26日、対埼玉西武ライオンズ24回戦（札幌ドーム）、2番・左翼手で先発出場 ※史上439人目

その他の記録
- 最多得点：2回 （2006年、2007年）
- 最多犠打：2回 （2009年、2010年）
- 外野手最多補殺：2回 （2007年、2010年）
- 外野手レンジファクター（RF/G）1位：2回 （2007年：2.50、2008年：2.17）[70]
- 連続試合安打：24 （2007年） ※パ・リーグ歴代6位タイ、日本ハム球団では大下弘と並び歴代最長タイ[71]
- 連続試合初回先頭打者本塁打：2 （2006年4月25日・26日、対西武ライオンズ4・5回戦） ※史上11人目[71]
- 1試合6安打：2006年9月17日、対千葉ロッテマリーンズ18回戦（札幌ドーム） ※パ・リーグ歴代最多タイ

オールスターゲーム
- オールスターゲーム出場：3回 （2006年 - 2008年）
- 本盗：2006年第2戦（7月23日、宮崎県総合運動公園硬式野球場）、5回裏に本盗（投手：朝倉健太、捕手：阿部慎之助） ※一塁走者・西岡剛と重盗、2004年第2戦のSHINJOに次いで史上3人目

### 背番号
- 53 （1999年）
- 46 （2000年 - 2006年）
- 1 （2007年 - 2010年）
- 5 （2011年 - 2013年）
- 0 （2014年 - 2015年）
- 80 （2023年 -）

### 登場曲
- EXILE feat.Bach Logic / Touch The Sky
- RYO the SKYWALKER / Seize The Day
- Fire Ball / PLACE IN YOUR HEART
- Fire Ball / FIRE WAY ～待たせたな～
- Fire Ball / BIRD MAN ～STEVEN～
- KEN-U / DOKO
- Linkin Park & Jay-Z / Numb/Encore
- Fire Ball / SUMMER TIME
- 福山雅治 / 明日の☆SHOW
- 福山雅治 / 旅人
- 福山雅治 / 追憶の雨の中
- Fire Ball / 一番 feat. Da'Ville

## 関連情報

### 出演

#### テレビ番組
- とんねるずのスポーツ王は俺だ!! （テレビ朝日 2007年・2010年・2011年・2014年・2019年秋）「リアル野球BAN」
- SMAP×SMAP（関西テレビ・フジテレビ 2007年1月8日放送）「いま、いじめてる君へ…」
- TVhファイターズ中継（テレビ北海道 2016年 ~ 不定期で解説）
- みんスポBASEBALL（北海道文化放送 2016年 ~ 不定期で解説）
- イチオシ!!ファイターズ （北海道テレビ 2016年 ~ 不定期で解説）
- GO!GO!ファイターズ （札幌テレビ 2016年 ~ 不定期で解説）
- tvkプロ野球中継 横浜DeNAベイスターズ熱烈LIVE （テレビ神奈川 2016年 ~ 不定期で解説）
- GAORAプロ野球中継（GAORA 2016年 ~ 不定期で解説）
- みんテレ （北海道文化放送 2016年1月11日 ~ 2022年12月　月曜日コメンテーター）
- 熱烈!ホットサンド! （札幌テレビ 2017年5月13日・20日、2018年8月18日・9月1日放送）「サンドウィッチマンvs稲葉篤紀」
- しくじり先生 俺みたいになるな!!（テレビ朝日 2017年9月3日放送）「好きな人に影響を受けて自分を見失っちゃった先生」[72]
- サンデードラゴンズ（CBCテレビ 不定期での出演 ）
- ライオンのグータッチ（フジテレビ グータッチサポーター）
- TVSライオンズアワー（テレビ埼玉 2018年 ~ 不定期で解説）
- 週末ハッピーライフ! お江戸に恋して（TOKYOMX 2018年8月11日放送）「もっと知りたい おしゃべり茶屋」
- 極鬼 ザ・チェイスタグ〜逃げ足NO.1は誰だ!〜（NHK 2018年10月18日放送）
- 炎の体育会TV （TBS 2018年12月1日・2020年3月7日放送）
- V6の愛なんだ2020 （TBS 2020年11月3日放送）「センパイありがとう2年生がおくる最高の引退試合」
- おしょうバズTV （テレビ朝日 2021年1月1日放送）「往年の名選手は今でもホームラン打てる?」
- NHKプロ野球 （NHK札幌放送局 2021年3月30日放送）「田中賢介とW解説」
- ひちょりと明石の札幌こだわり酒場（札幌テレビ 2021年4月28日~。毎週水曜午後8時54分。）
- プロ野球ドラフト会議直前!みんなのファイターズ道民大会議 （NHK札幌放送局 2021年10月10日放送）

#### ラジオ番組
- HBCファイターズナイター（HBCラジオ 2016年 - 2022年）
- STVファイターズLIVE（STVラジオ 2016年 - 2022年）
- ひちょりのWA!!（STVラジオ 2019年 - 2023年）

#### CM
- 野口観光
- ユニクロ（2007年1月）
- 北海道ろうきん（2007年）
- 守護神（2007年 北海道ローカル版声の出演）
- イワクラホーム（2007年4月）
- NTTドコモ 「DAZN for docomo 熱くなる高畑篇」（2018年3月 タクシードライバー役）

### 著書
- 気にしない。どんな逆境にも負けない心を強くする習慣（ダイヤモンド社 2017年 ISBN 978-4-478-10335-7）
- メンタル体操 1日5分で心も体も強くなる「すごい運動」（KADOKAWA 2021年 ISBN　978-4-046-05089-2 監修：清水忍）